# Glochidion phellocarpum
Glochidion phellocarpum är en emblikaväxtart som beskrevs av Airy Shaw. Glochidion phellocarpum ingår i släktet Glochidion och familjen emblikaväxter. Inga underarter finns listade i Catalogue of Life.